# Almaleea subumbellata
Almaleea subumbellata är en ärtväxtart som först beskrevs av William Jackson Hooker, och fick sitt nu gällande namn av Michael Douglas Crisp och Peter Henry Weston. Almaleea subumbellata ingår i släktet Almaleea och familjen ärtväxter. Inga underarter finns listade i Catalogue of Life.